# Resistência (banda)
Resistência são um supergrupo português do início da década de 1990. O projecto consistiu na união de esforços entre vários músicos, provenientes de diversas bandas, e na transformação, adaptação e nova orquestração de temas trazidos por eles (e não só) para uma vertente mais acústica e virada para uma valorização da "voz" como instrumento, e na junção dessas mesmas vozes, mostrando a força da união. Os temas interpretados ganharam vida nova e uma alma genuína.
O grupo era constituído por Alexandre Frazão na bateria, Rui Luís Pereira (Dudas) na guitarra, Fernando Cunha na voz e guitarras, Fernando Júdice e Yuri Daniel no baixo, Fredo Mergner na guitarra, José Salgueiro na percussão, Miguel Ângelo na voz, Olavo Bilac na voz, Pedro Ayres Magalhães na voz e guitarras e Tim também na voz e guitarras.

## História

### Início
Na cidade de Lisboa, na edição da Feira do Livro de 1989, deu-se o primeiro passo para a criação do projecto que mais tarde se iria designar por Resistência. Teresa Salgueiro, Anabela Duarte e Filipa Pais, ao lado de Pedro Ayres Magalhães, o mentor do projecto, estiveram presentes numa sessão experimental primordial.
Na seguinte reunião, as vozes femininas dos Madredeus, Mler Ife Dada e Lua Extravagante, deram a vez a um elenco completamente masculino, cujo núcleo contou com Pedro Ayres Magalhães, Miguel Ângelo, Tim, Fernando Cunha e Olavo Bilac (nesta altura já existiam os Santos & Pecadores, mas ainda não tinham gravado). A esse rol de artistas juntaram-se os músicos José Salgueiro e Alexandre Frazão na bateria e percussões, Rui Luís Pereira (Dudas) e Fredo Mergner nas guitarras e também Fernando Júdice e Yuri Daniel no baixo. O elenco ficou assim completo com três vozes principais e seis guitarras acústicas.

### Impacto dos discos
O primeiro registo, "Palavras ao Vento", chegou às lojas em 1991, tendo sido gravado em Outubro e Novembro do mesmo ano, nos estúdios Êxito (Lisboa), com Jonathan Miller e Tó Pinheiro da Silva (Engenheiros de Som) e Paula Margarida e Rui Silva (Assistentes de Som). A masterização ficou também a cargo de Jonathan Miller, embora feita nos CTS Studios, em Wembley, Inglaterra.
No ano seguinte a banda rumou à estrada, actuando em trinta concertos durante o Verão.
Após a dupla-platina conquistada, a Resistência apresentou mais um disco em 1992. "Mano a Mano". O segundo disco tomou forma com os mesmos músicos do primeiro trabalho, mas verificou-se alguma inovação. O disco "Mano a Mano" incluía temas como "Timor", "Esta Cidade", "Perigo", "Fim", "Prisão em Si", e ainda os bem sucedidos "Um Lugar ao Sol" , "A Noite" e "Aquele Inverno".

### Feitos à estrada
Já no fim do ano, regressam aos palcos no Porto e em Lisboa, tendo as actuações na capital originado um álbum ao vivo editado em 1993. O disco "Ao Vivo no Armazém 22" apresentou algum material inédito e incluía também uma introdução escrita de autoria de Pedro Ayres Magalhães.
1993 também ficou marcado pelo retorno aos espectáculos, que encaminhou a Resistência a vinte cidades de Portugal. O grupo participa também no primeiro "Portugal ao Vivo", em Alvalade.
O grupo lança também o video "Ao Volante do Éter".

### Últimos trabalhos
Em 1994, foram convidados a participar no disco de homenagem a José Afonso, "Filhos da Madrugada", lançado nesse ano. O tema "Chamaram-me Cigano" foi o escolhido para a homenagem e é a terceira faixa do segundo disco.
No fim de Junho seguinte participaram também no concerto de apresentação, que teve lugar no então Estádio José Alvalade.
O grupo participa no disco de tributo a António Variações denominado "Variações - As Canções de António", com o tema "Voz-Amália-de-Nós".

### O fim
Apesar da obrigação para com a editora em gravar um quarto álbum, a banda ficou inativa a partir de 1995 e os músicos retornaram aos seus respetivos projetos.
Em 2012 é lançada a compilação "As Vozes de Uma Geração" com todos os temas dos dois primeiros álbuns, os temas "Voz-Amália-De-Nós" e "Chamaram-Me Cigano" e ainda dois temas do álbum ao vivo. Acresce ainda um livro com um texto biográfico da autoria do jornalista António Pires, dezenas de fotos de Augusto Brázio e as letras das canções.

### Regresso para concerto
Em Setembro de 2012, foi anunciado o regresso do grupo para dois concertos, um a 19 de Dezembro de 2012 no Campo Pequeno, em Lisboa, e outro no Multiusos de Guimarães, no dia 29 de Dezembro de 2012, que servem para assinalar os vinte anos da estreia ao vivo do grupo.
Depois do êxito dos concertos em Lisboa e Guimarães, realizam dois concertos no Porto em 26 e 27 de Abril de 2013.
Foi também já anunciado a sua participação no festival Portugal ao Vivo, no estádio do Restelo no dia 22 de Junho
. A 31 de Julho de 2013 participaram na Expofacic em Cantanhede.
.

### Novo álbum em 2014
Em 24 de novembro de 2014, os Resistência regressaram com o álbum "Horizonte" que marcou o retorno do grupo aos estúdios de gravação, depois de 22 anos de ausência, com 11 novas canções resgatadas ao repertório de Madredeus & a Banda Cósmica, Delfins, Xutos & Pontapés, Tim e Rádio Macau.
Em 2016 é lançado “Ao Vivo em Lisboa”, em CD e DVD, que apresenta na integra o concerto que a Resistência realizou no Campo Pequeno, em Lisboa, a 17 de Dezembro de 2015.

## Discografia

### Álbuns de estúdio
- 1991 - Palavras ao Vento (BMG)
- 1992 - Mano a Mano (EMI)
- 2014 - Horizonte (Warner)
- 2018 - Ventos e Mares (Sony Music Portugal)
- 2019 - Ventos e Mares (edição em Vinil)

Compilações
- 2011 - Bandas Míticas Volume 16 (Levoir)
- 2012 - As Vozes De Uma Geração (EMI)

### Álbuns ao vivo
- 1993 - Ao Vivo no Armazém 22 (BMG)
- 2016 - Ao Vivo Em Lisboa (Vidisco)
- 2020 - Resistência Ao Vivo No Atlântico – 25 Anos

### Participações em colectâneas
(inéditos)
- 1994 - Filhos da Madrugada Cantam José Afonso ("Chamaram-me Cigano")
- 1994 - Variações - As Canções de António ("Voz-Amália-de-Nós")

### Os temas do sucesso
Temas como "Não Sou o Único", dos Xutos & Pontapés, e "Nasce Selvagem", dos Delfins, foram adaptados pelo novo grupo e muito rapidamente se transformaram nos principais hinos da Resistência. No São Luís, em Lisboa, a Resistência apresentou em concerto os temas "Só no Mar", "Nunca Mais", "Marcha dos Desalinhados", "No Meu Quarto" e "Aquele Inverno", além do grande sucesso, "Circo de Feras". Estes temas, entre outros, vieram a fazer parte do disco de estreia, "Palavras ao Vento".
Por ordem alfabética dos títulos dos temas, passamos a associar a origem de cada tema da Resistência, no que diz respeito à banda ou artista a que originalmente pertence:
- "A Noite" (Sitiados)
- "Amanhã é Sempre Longe Demais" (Rádio Macau)
- "Aquele Inverno" (Miguel Ângelo / Fernando Cunha - Delfins)
- "Chamaram-me Cigano" (Zeca Afonso)
- "Circo de Feras" (Xutos & Pontapés)
- "Erva Daninha" (António Variações) - Tema não acabado
- "Esta Cidade" (João Gentil) (Xutos & Pontapés)
- "Fado" (Pedro Ayres Magalhães / Paulo Pedro Gonçalves / António José de Almeida - Heróis do Mar)
- "Fim" (João Gil - Trovante)
- "Finisterra" (Rui Luís Pereira - Dudas) - inédito
- "Liberdade" (Pedro Ayres Magalhães)
- "Marcha dos Desalinhados" (Miguel Ângelo / Fernando Cunha - Delfins)
- "Mano a Mano" (Pedro Ayres Magalhães - Madredeus)
- "Não Sou o Único" (Zé Pedro) - Xutos & Pontapés
- "Nasce Selvagem" (Miguel Ângelo / Fernando Cunha - Delfins)
- "No Meu Quarto" (Miguel Ângelo / Fernando Cunha - Delfins)
- "Nunca Mais" (Pedro Ayres Magalhães - Heróis do Mar)
- "Perigo" (João Gil - Trovante)
- "Prisão Em Si" (Tim - Xutos & Pontapés)
- "Que Amor Não me Engana" (Zeca Afonso)
- "Só no Mar" (António José de Almeida / Pedro Ayres Magalhães - Heróis do Mar)
- "Traz Outro Amigo Também" (Zeca Afonso)
- "Um Lugar ao Sol" (Miguel Ângelo / Fernando Cunha - Delfins)
- "Timor" (Pedro Ayres Magalhães) - inédito
- "Voz-Amália-de-Nós" (António Variações)

Segunda fase
- "Alegria" (Heróis do Mar)
- "Balada do Bloqueio" (Delfins)
- "Baloiçando nas Estrelas" (Madredeus & a Banda Cósmica)
- "Cantiga de Amor" (Rádio Macau)
- "Cidade Fantasma" (Rádio Macau)
- "Deitar A Perder" (Xutos & Pontapés)
- "Estrela da Vida" (Delfins)
- "Gota A Gota" (Xutos & Pontapés)
- "Melhor Amigo" (Tim)
- "Perfeito Vazio" (Xutos & Pontapés)
- "Ser Maior" (Delfins)
- "Vai Sem Medo" (Madredeus & a Banda Cósmica)
- " Sete Naves"( GNR)
- "Se te Amo"- (Quinta do Bill)
- O Zorro ( João Monge / João Gil)
- " Não Voltarei a Ser Fiel" ( Santos e Pecadores)
- "Estrela do Mar"- (Jorge Palma)
- "Tonto "- (Xutos e Pontapés)
- "Tágide" (Ficções)
- "Sopro no Coração (Clã)
- "Se eu Pudesse Um Dia" (Delfins)
- "A Gente vai Continuar" (Jorge Palma)